# Txecoslovàquia a la Copa del Món de futbol
Aquest és el registre dels resultats de Txecoslovàquia a la Copa del Món. Txecoslovàquia no ha estat mai campiona, però ha estat finalista en dues ocasions: 1934 i 1962.

## Resum d'actuacions
Campions      Finalistes      Tercers      Quarts
Un requadre vermell indica que eren amfitrions del campionat.
| Historial a la Copa del Món | Historial a la Copa del Món | Historial a la Copa del Món | Historial a la Copa del Món | Historial a la Copa del Món | Historial a la Copa del Món | Historial a la Copa del Món | Historial a la Copa del Món | Historial a la Copa del Món |
| Edició                      | Ronda                       | Posició                     | PJ                          | PG                          | PE                          | PP                          | GF                          | GC                          |
| --------------------------- | --------------------------- | --------------------------- | --------------------------- | --------------------------- | --------------------------- | --------------------------- | --------------------------- | --------------------------- |
| 1930                        | No hi participà             | No hi participà             | No hi participà             | No hi participà             | No hi participà             | No hi participà             | No hi participà             | No hi participà             |
| 1934                        | Finalista                   | 2s                          | 4                           | 3                           | 0                           | 1                           | 9                           | 6                           |
| 1938                        | Quarts de final             | 5s                          | 3                           | 1                           | 1                           | 1                           | 5                           | 3                           |
| 1950                        | No hi participà             | No hi participà             | No hi participà             | No hi participà             | No hi participà             | No hi participà             | No hi participà             | No hi participà             |
| 1954                        | Primera fase                | 14s                         | 2                           | 0                           | 0                           | 2                           | 0                           | 7                           |
| 1958                        | Primera fase                | 9s                          | 4                           | 1                           | 1                           | 2                           | 9                           | 6                           |
| 1962                        | Finalista                   | 2s                          | 6                           | 3                           | 1                           | 2                           | 7                           | 7                           |
| 1966                        | No es classificà            | No es classificà            | No es classificà            | No es classificà            | No es classificà            | No es classificà            | No es classificà            | No es classificà            |
| 1970                        | Primera fase                | 15s                         | 3                           | 0                           | 0                           | 3                           | 2                           | 7                           |
| 1974                        | No es classificà            | No es classificà            | No es classificà            | No es classificà            | No es classificà            | No es classificà            | No es classificà            | No es classificà            |
| 1978                        | No es classificà            | No es classificà            | No es classificà            | No es classificà            | No es classificà            | No es classificà            | No es classificà            | No es classificà            |
| 1982                        | Primera fase                | 19s                         | 3                           | 0                           | 2                           | 1                           | 2                           | 4                           |
| 1986                        | No es classificà            | No es classificà            | No es classificà            | No es classificà            | No es classificà            | No es classificà            | No es classificà            | No es classificà            |
| 1990                        | Quarts de final             | 6s                          | 5                           | 3                           | 0                           | 2                           | 10                          | 5                           |
| 1994                        | No es classificà            | No es classificà            | No es classificà            | No es classificà            | No es classificà            | No es classificà            | No es classificà            | No es classificà            |
| Total                       | Finalista                   | Finalista                   | 30                          | 11                          | 5                           | 14                          | 44                          | 45                          |

1. ↑  Començà la fase de classificació com Txecoslovàquia, però —després de la divisió del país— l'acabà jugant com l'Equip de Txecs i Eslovacs

Per campionats posteriors, vegeu:
- República Txeca (Considerat per la FIFA com el successor oficial de Txecoslovàquia).
- Eslovàquia

## Itàlia 1934

### Vuitens de final
| Txecoslovàquia        | 2–1     | Romania   |
| --------------------- | ------- | --------- |
| Puč 50' · Nejedlý 67' | Informe | Dobay 11' |

### Quarts de final
| Txecoslovàquia                          | 3–2     | Suïssa                   |
| --------------------------------------- | ------- | ------------------------ |
| Svoboda 24' · Sobotka 49' · Nejedlý 82' | Informe | Kielholz 18' · Jäggi 78' |

### Semifinals
| Txecoslovàquia        | 3–1     | Alemanya  |
| --------------------- | ------- | --------- |
| Nejedlý 21', 69', 80' | Informe | Noack 62' |

### Final
| Itàlia                  | 2–1     | Txecoslovàquia |
| ----------------------- | ------- | -------------- |
| Orsi 81' · Schiavio 95' | Informe | Puč 71'        |

## França 1938

### Vuitens de final
| Txecoslovàquia                           | 3–0 (pr.) | Països Baixos |
| ---------------------------------------- | --------- | ------------- |
| Košťálek 93' · Zeman 111' · Nejedlý 118' | Informe   |               |

### Quarts de final
| Brasil       | 1–1 (pr.) | Txecoslovàquia   |
| ------------ | --------- | ---------------- |
| Leônidas 30' | Informe   | Nejedlý 65' (p.) |

| Brasil                     | 2–1    | Txecoslovàquia |
| -------------------------- | ------ | -------------- |
| Leônidas 57' · Roberto 62' | Report | Kopecký 25'    |

## Suïssa 1954

### Primera fase: Grup 3
| Pos | Equip          | PJ | PG | PE | PP | GF | GC | DG | Pts | Classificació           |
| --- | -------------- | -- | -- | -- | -- | -- | -- | -- | --- | ----------------------- |
| 1   | Uruguai        | 2  | 2  | 0  | 0  | 9  | 0  | +9 | 4   | Avança a la segona fase |
| 2   | Àustria        | 2  | 2  | 0  | 0  | 6  | 0  | +6 | 4   | Avança a la segona fase |
| 3   | Txecoslovàquia | 2  | 0  | 0  | 2  | 0  | 7  | −7 | 0   |                         |
| 4   | Escòcia        | 2  | 0  | 0  | 2  | 0  | 8  | −8 | 0   |                         |

| Uruguai                     | 2–0     | Txecoslovàquia |
| --------------------------- | ------- | -------------- |
| Míguez 71' · Schiaffino 84' | Informe |                |

| Àustria                                 | 5–0     | Txecoslovàquia |
| --------------------------------------- | ------- | -------------- |
| Stojaspal 3', 65' · Probst 4', 21', 24' | Informe |                |

## Suècia 1958

### Primera fase: Grup 1
| Pos | Equip               | PJ | PG | PE | PP | GF | GC | GR    | Pts | Classificació                      |
| --- | ------------------- | -- | -- | -- | -- | -- | -- | ----- | --- | ---------------------------------- |
| 1   | Alemanya Occidental | 3  | 1  | 2  | 0  | 7  | 5  | 1,400 | 4   | Avança a la segona fase            |
| 2   | Txecoslovàquia      | 3  | 1  | 1  | 1  | 8  | 4  | 2,000 | 3   | Van disputar un partit de desempat |
| 3   | Irlanda del Nord    | 3  | 1  | 1  | 1  | 4  | 5  | 0,800 | 3   | Van disputar un partit de desempat |
| 4   | Argentina           | 3  | 1  | 0  | 2  | 5  | 10 | 0,500 | 2   |                                    |

| Irlanda del Nord | 1–0     | Txecoslovàquia |
| ---------------- | ------- | -------------- |
| Cush 21'         | Informe |                |

| Alemanya Occidental    | 2–2     | Txecoslovàquia              |
| ---------------------- | ------- | --------------------------- |
| Schäfer 60' · Rahn 71' | Informe | Dvořák 24' (p.) · Zikán 42' |

| Txecoslovàquia                                               | 6–1     | Argentina         |
| ------------------------------------------------------------ | ------- | ----------------- |
| Dvořák 8' · Zikán 17', 39' · Feureisl 68' · Hovorka 81', 89' | Informe | Corbatta 64' (p.) |

Partit pel segon lloc:
| Irlanda del Nord   | 2–1 (pr.) | Txecoslovàquia |
| ------------------ | --------- | -------------- |
| McParland 44', 97' | Informe   | Zikán 18'      |

## Xile 1962

### Primera fase: Grup 3
| Pos | Equip          | PJ | PG | PE | PP | GF | GC | GR    | Pts | Classificació           |
| --- | -------------- | -- | -- | -- | -- | -- | -- | ----- | --- | ----------------------- |
| 1   | Brasil         | 3  | 2  | 1  | 0  | 4  | 1  | 4,000 | 5   | Avança a la segona fase |
| 2   | Txecoslovàquia | 3  | 1  | 1  | 1  | 2  | 3  | 0,667 | 3   | Avança a la segona fase |
| 3   | Mèxic          | 3  | 1  | 0  | 2  | 3  | 4  | 0,750 | 2   |                         |
| 4   | Espanya        | 3  | 1  | 0  | 2  | 2  | 3  | 0,667 | 2   |                         |

| Txecoslovàquia | 1–0     | Espanya |
| -------------- | ------- | ------- |
| Štibrányi 80'  | Informe |         |

| Brasil | 0–0     | Txecoslovàquia |
| ------ | ------- | -------------- |
|        | Informe |                |

| Mèxic                                          | 3–1     | Txecoslovàquia |
| ---------------------------------------------- | ------- | -------------- |
| Díaz 12' · Del Águila 29' · Hernández 90' (p.) | Informe | Mašek 1'       |

### Segona fase

#### Quarts de final
| Txecoslovàquia | 1–0     | Hongria |
| -------------- | ------- | ------- |
| Scherer 13'    | Informe |         |

#### Semifinals
| Txecoslovàquia                      | 3–1     | Iugoslàvia   |
| ----------------------------------- | ------- | ------------ |
| Kadraba 48' · Scherer 80', 84' (p.) | Informe | Jerković 69' |

#### Final
| Brasil                             | 3–1     | Txecoslovàquia |
| ---------------------------------- | ------- | -------------- |
| Amarildo 17' · Zito 69' · Vavá 78' | Informe | Masopust 15'   |

## Mèxic 1970

### Primera fase: Grup 3
| Pos | Equip          | PJ | PG | PE | PP | GF | GC | DG | Pts | Classificació           |
| --- | -------------- | -- | -- | -- | -- | -- | -- | -- | --- | ----------------------- |
| 1   | Brasil         | 3  | 3  | 0  | 0  | 8  | 3  | +5 | 6   | Avança a la segona fase |
| 2   | Anglaterra     | 3  | 2  | 0  | 1  | 2  | 1  | +1 | 4   | Avança a la segona fase |
| 3   | Romania        | 3  | 1  | 0  | 2  | 4  | 5  | −1 | 2   |                         |
| 4   | Txecoslovàquia | 3  | 0  | 0  | 3  | 2  | 7  | −5 | 0   |                         |

| Brasil                                       | 4–1     | Txecoslovàquia |
| -------------------------------------------- | ------- | -------------- |
| Rivelino 24' · Pelé 59' · Jairzinho 61', 83' | Informe | Petráš 11'     |

| Romania                         | 2–1     | Txecoslovàquia |
| ------------------------------- | ------- | -------------- |
| Neagu 52' · Dumitrache 75' (p.) | Informe | Petráš 5'      |

| Anglaterra      | 1–0     | Txecoslovàquia |
| --------------- | ------- | -------------- |
| Clarke 50' (p.) | Informe |                |

## Espanya 1982

### Primera fase: Grup 4
| Pos | Equip          | PJ | PG | PE | PP | GF | GC | DG | Pts | Classificació           |
| --- | -------------- | -- | -- | -- | -- | -- | -- | -- | --- | ----------------------- |
| 1   | Anglaterra     | 3  | 3  | 0  | 0  | 6  | 1  | +5 | 6   | Avança a la segona fase |
| 2   | França         | 3  | 1  | 1  | 1  | 6  | 5  | +1 | 3   | Avança a la segona fase |
| 3   | Txecoslovàquia | 3  | 0  | 2  | 1  | 2  | 4  | −2 | 2   |                         |
| 4   | Kuwait         | 3  | 0  | 1  | 2  | 2  | 6  | −4 | 1   |                         |

| Txecoslovàquia   | 1–1     | Kuwait        |
| ---------------- | ------- | ------------- |
| Panenka 21' (p.) | Informe | Al-Dakhil 57' |

| Anglaterra                      | 2–0     | Txecoslovàquia |
| ------------------------------- | ------- | -------------- |
| Francis 62' · Barmoš 66' (p.p.) | Informe |                |

| França  | 1–1     | Txecoslovàquia   |
| ------- | ------- | ---------------- |
| Six 66' | Informe | Panenka 84' (p.) |